# Densimetru

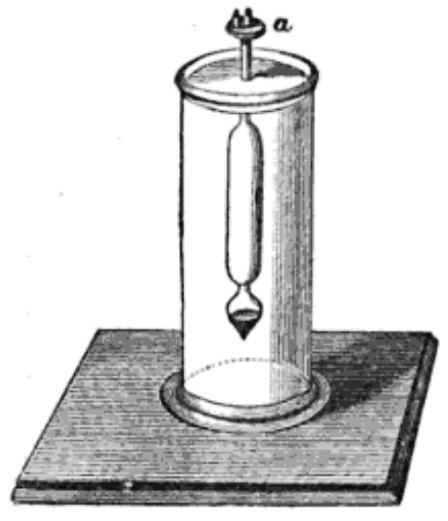
Densimetru Fahrenheit

Densimetrul este un dispozitiv de măsurare a densității lichidelor. Mai e denumit și hidrometru. 
În funcție de natura lichidelor măsurate, densimetrele specializate se numesc alcoolmetru, lactometru, salinometru etc.

## Principiul de funcționare
Funcționarea densimetrului se bazează pe legea lui Arhimede. Dispozitivul pătrunde în lichid până când greutatea lichidului dezlocuit devine egală cu greutatea sa proprie. Dacă lichidul are densitate mai mare, se cufundă o parte mai mică a densimetrului, iar în lichide mai puțin dense, cufundarea este mai accentuată. 
Greutatea densimetrului este concentrată în capătul său inferior, astfel încât el păstrează o poziție verticală stabilă. Densitatea se citește la nivelul suprafeței libere a lichidului, pe scala gradată situată pe tija aparatului, care emerge din lichid.
Pentru măsurări continue pe conducte din instalații industriale rolul densimetrului este preluat de debitmetru masic.